# Mercedes-Benz Vario Research Car
La Mercedes-Benz Vario Research Car est un concept car du constructeur automobile Daimler dévoilé à l'occasion du Salon de Genève 1995.

## Caractéristiques
La principale innovation de la VRC tient dans sa carrosserie interchangeable. Le véhicule est composé d'une base roulante à deux portes de la taille d'une Mercedes-Benz Classe C et de quatre compléments de carrosserie constitués du toit, des vitres et sections latérales. Ces compléments de carrosserie, en aluminium et fibre de carbone, qui pèsent chacun entre 30 et 50 kg, permettent de transformer la VRC en berline, en cabriolet, en break ou en pick-up en fonction des besoins ou envies du propriétaire.
Le passage d'une carrosserie à une autre s'effectue en une quinzaine de minutes. L'idée de Mercedes et de ne commercialiser que la base roulante; le complément de carrosserie étant loué au client en fonction de ses besoins.
La Vario Research Car représente également l'un des premiers pas de Daimler vers la voiture autonome puisque la VRC est capable de freiner ou encore doubler seule un autre véhicule. Par ailleurs, les freins et la direction ne sont pas reliés mécaniquement aux autres organes de la voiture, la liaison étant assurée par un système électronique sans fil. Le véhicule est également alimenté par hydrogène.